# 劉冠佑 (偶像歌手)
劉冠佑（英語：Neil Liu，2002年5月14日—），出生於台灣高雄市，台灣男歌手、舞者。现所屬經紀公司為大象無雙音樂（大象音樂集團）。曾是韓國TOP Media娛樂旗下練習生長達3年，也曾是該公司男團MCND的前預備成員。2021年，參加愛奇藝男團選秀節目《青春有你 第三季》，而獲得廣泛關注，并成为限定团体IXFORM一員 。
2022年11月8日IXFORM解散，現為新生代唱跳歌手、演員。
2023年11月13日 發行首支個人單曲《淋過雨的人》。
2024年6月24日 官宣加入大象無雙音樂（大象音樂集團）。2024年，參加愛奇藝國際版選秀節目《星光閃耀的少年》。2024年6月21日及10月10日分別出版双单曲概念《两个我》的《Love & Light》及《追寻光的你》。

## 早年經歷
劉冠佑出生於台灣高雄市，自小就非常熱衷於跳舞和练舞。小學時期，加入台灣專業舞蹈工作室“舞朝工作室”，當兒童舞者。他起初是旗下兒童舞團Mini DF的隊員，曾多次參加兒童舞蹈比賽。2015年，隨Mini DF舞團參加MTV我愛偶像4 Minute舞蹈大賽，並獲得冠軍。

## 演艺经历
2015年，活躍於舞朝工作室時期，以13歲的年齡，加入旗下的男子专业舞蹈團體Black Hole，成為當時團內年齡最小的隊員。他因此隨隊伍參加許多台灣各大舞蹈比賽，團體拿下許多名次，也参与錄製電視台綜藝節目。
9月，隨Black Hole舞團參加MTV我愛偶像K-pop舞蹈大賽，並獲得冠軍。同年，也客串出演台灣電影《風中家族》。
2016年，被星探相中，并成功被韓國經紀公司TOP Media錄取為練習生，自身前往韓國，訓練長達3年半，後成為旗下新男團MCND的七人預備役成員之一。
2017年，練習生時期，與預備隊員們一起參加南韩舞蹈大赛“Feedback”，並獲得团体组第二名。該隊在同年也參加世界舞蹈大赛“World Of Dance”，並獲得团体组第四名。
2020年1月，在接受長達3年半的訓練後，劉冠佑最後遺憾沒被選上出道團，MCND同月以5人形勢成團出道。
訓練生合約到期後，與經紀公司TOP Media解約，回到台灣，暫時回歸Black Hole舞團。
2020年12月，前往中國大陸發展，簽約中國大陸經紀公司浩瀚娛樂，成為旗下浩瀚娛樂部门訓練生之一，也是浩瀚H2计划的一員。
2021年1月，以浩瀚娛樂训练生身份，參加愛奇藝男团選秀節目《青春有你 第三季》。主題曲考核練習時，唯一與劉雋在六小時內就把主題曲練完的學員，並獲得等級A。第一輪順位排名儀式前，曾排名第85名，面對一輪遊被淘汰的危機，隨後逆行上升，於三次顺位排名仪式為第32、第13、第6名，并成功晉級本季总决赛，5月9日，愛奇藝於微博宣布正式終止節目錄製，取消決賽。。
2021年5月1日，官宣粉絲名為「奶柚」，個人應援色為初陽紅柚色。
2021年7月25日，於愛奇藝《成都超樂音樂節》正式官宣出道，成為“IXFORM”成員之一。
2022年11月8日，限定團體IXFORM正式解散。
2024年10月，再次參加愛奇藝國際版選秀節目《星光閃耀的少年》。

## 音樂作品

### 單曲
| 發行日期       | 歌曲名稱                  | 作詞                   | 作曲                   | 備註                         |
| 2023年11月13日 | 《淋過雨的人》            | 李天陽、佚名           | 李天陽、郭志文         |                              |
| 2023年12月15日 | 《青春碎碎念》            | 楊穎欣                 | 朱雅瓊、王若晴         | 親愛的朋友 插曲              |
| 2024年6月21日  | 《Love & Light》愛與光芒  | 劉冠佑                 | Sugar & Salt, Nine Kim | 雙單曲概念《兩個我》的第一面 |
| 2024年10月10日 | 《追尋光的你》            | 劉冠佑                 | BT                     | 雙單曲概念《兩個我》的第二面 |
| 2025年3月27日  | 《銀河生長》              | 江夏朝                 | 蘇姚                   | 首張個人專輯同名主打歌       |
| 2025年4月25日  | 《純白暴雨》              | 郭婞、Theon Snow       | 岳燃                   | 《銀河生長》專輯系列單曲     |
| 2025年5月15日  | 《種自己的花》            | 未子夫                 | 盛曉萌                 | 《銀河生長》專輯系列單曲     |
| 2025年6月27日  | 《Love & Light (韓語版)》 | Sugar & Salt, Nine Kim | Sugar & Salt, Nine Kim | 《銀河生長》專輯系列單曲     |

### 歌曲成績
| 歌曲名稱         | 榜單名稱                                                            | 名次                  |
| 《淋過雨的人》   | QQ音樂台灣地區榜第46周11/16                                         | 7                     |
| 《淋過雨的人》   | QQ音樂台灣地區榜第47周11/23                                         | 3                     |
| 《淋過雨的人》   | QQ音樂台灣地區榜第48周11/30                                         | 2                     |
| 《淋過雨的人》   | QQ音樂台灣地區榜第49周12/07                                         | 5                     |
| 《淋過雨的人》   | QQ音樂台灣地區榜第50周12/14                                         | 18                    |
| 《淋過雨的人》   | QQ音樂台灣地區榜第51周12/21                                         | 20                    |
| 《淋過雨的人》   | QQ音樂台灣地區榜第52周12/28                                         | 4                     |
| 《淋過雨的人》   | 2024 QQ音樂台灣地區榜第1周01/04                                     | 5                     |
| 《淋過雨的人》   | 2024 QQ音樂台灣地區榜第2周01/11                                     | 31                    |
| 《淋過雨的人》   | 2024 QQ音樂台灣地區榜第3周01/18                                     | 43                    |
| 《淋過雨的人》   | 2024 QQ音樂台灣地區榜第4周01/25                                     | 48                    |
| 《淋過雨的人》   | 2024 QQ音樂台灣地區榜第5周02/01                                     | 79                    |
| 《淋過雨的人》   | 2024 QQ音樂台灣地區榜第6周02/08                                     | 84                    |
| 《淋過雨的人》   | QQ音樂熱歌榜（在榜10期）                                            | 最高排名189           |
| 《淋過雨的人》   | QQ音樂新歌榜（在榜5期）                                             | 最高排名40            |
| 《淋過雨的人》   | QQ音樂流行指數榜（在榜8期）                                         | 最高排名48            |
| 《淋過雨的人》   | 抖音挑戰榜（#淋过雨的人总想着给别人撑伞）                           | 最高排名5             |
| 《淋過雨的人》   | 抖音挑戰榜（#淋过雨的人翻唱挑战）                                   | 最高排名36            |
| 《淋過雨的人》   | 網易雲賞音榜 20231203                                               | 5                     |
| 《淋過雨的人》   | TOP音樂風雲榜 華語新歌流行榜 2023 第47期                            | 9                     |
| 《青春碎碎念》   | QQ音樂台灣地區榜 2023年第51-52周（12/21,12/28) 2024年第1周（01/04） | 最高排名21            |
| 《Love & Light》 | QQ音樂台灣地區榜 2024年第26-29周（6/27,7/4,7/11,7/18)               | 最高排名12            |
| 《追尋光的你》   | QQ音樂 熱門搜索 20241012                                            | 最高排名9             |
| 《追尋光的你》   | QQ音樂台灣地區榜 2024年第42-45周（10/17,10/24,10/31,11/7)           | 最高排名18            |
| 《銀河生長》     | QQ音樂 巔峰潮流榜 20250327,0329                                     | 最高排名38名          |
| 《銀河生長》     | QQ音樂台灣地區榜 2025年第14-18周 （4/03,4/10,4/17,4/24,5/1)         | 最高排名14            |
| 《銀河生長》     | QQ音樂飆升榜 2025年第98天、第104天 4/08、4/14                       | 32、93                |
| 《銀河生長》     | QQ音樂熱門搜索 2025 4/13                                            | 最高排名5             |
| 《純白暴雨》     | QQ音樂 巔峰潮流榜 2025 4/25-5/9                                     | 最高排名31名          |
| 《純白暴雨》     | QQ音樂台灣地區榜 2025年第18-22周 （5/1-5/29)                        | 最高排名2             |
| 《純白暴雨》     | QQ音樂飆升榜 2025 4/29-5/1                                          | 最高排名42            |
| 《純白暴雨》     | QQ音樂新歌榜 2025 5/1-5/3                                           | 最高排名98            |
| 《純白暴雨》     | QQ音樂新歌實時榜 2025 5/1                                           | 最高排名31            |
| 《純白暴雨》     | QQ音樂熱門搜索 2025 4/29-4/30、5/1、5/3、5/21                       | 最高排名1、14、17、22 |
| 《種自己的花》   | QQ音樂 巔峰潮流榜 2025 5/15-6/2                                     | 最高排名51名          |
| 《種自己的花》   | QQ音樂台灣地區榜 2025年第21-23周 （5/22-6/5)                        | 最高排名13            |
| 《種自己的花》   | QQ音樂熱門搜索 2025 5/20、5/27、5/28、5/29                          | 最高排名4、5、3、25   |

## 影視作品

### 電視劇
| 首播時間      | 電視劇         | 扮演角色   | 性質 | 備註   |
| 2023年10月2日 | 《虎鶴妖師錄》 | 少年祁無極 |      | 網絡劇 |

### 電影
| 上映時間      | 電影名稱             | 角色   | 性質 | 備註                                                   |
| 2015年6月26日 | 《對風說愛你》       | 不適用 | 客串 |                                                        |
| 2025年4月23日 | 《我媽幫我刷Tinder》 | 不適用 | 主演 | 導演：楊惠晴。第15屆北京國際電影節NewHer工作坊短片首映 |

### 綜藝節目
| 播出日期              | 頻道              | 節目名稱                      | 備註                    |
| 2021年2月18日－5月8日 | 愛奇藝            | 《青春有你 (第三季)》         | 參賽者 （節目取消決賽） |
| 2021年9月4日-9月17日  | 百視              | 《完美的夏天 (第二季番外篇)》 | 番外篇常駐              |
| 2022年1月             | 愛奇藝            | 《我的小尾巴2》               | 飛行嘉賓                |
| 2022年10月            | 嗶哩嗶哩/安徽衛視 | 《嗶哩嗶哩向前衝》            | 玩家                    |
| 2024年5月8日          | 騰訊              | 《百分百歌手》                | 嘉賓                    |
| 2024年10月            | 愛奇藝國際版      | 《星光閃耀的少年》            | 參賽者                  |

## 媒體作品

### 出版物
| 年份   | 日期     | 名稱          | 期數     | 備註 |
| 2021年 | 7月26日  | Wonderland.M  | 八月刊   |      |
| 2021年 | 11月30日 | 挖偶星球1626  | 十一月刊 |      |
| 2021年 | 11月27日 | SPOTLIGHT聚光 | 十二月刊 |      |
| 2022年 | 6月2日   | KNIGHT高级    | 六月刊   |      |
| 2023年 | 12月14日 | SoCool 搜酷   | 十二月刊 |      |
| 2024年 | 2月18日  | Feast 盛宴    | 二月刊   |      |

## 活動
| 年份   | 日期            | 名稱                                                                                     | 備註 |
| 2021年 | 6月18日         | 微笑明天慈善基金會 宣傳大使                                                              |      |
| 2021年 | 6月27日         | 2021第六屆人人都是志願者 YY直播《愛豆Y現場》                                             |      |
| 2021年 | 7月15日         | SuperELLE back to y2k 派對                                                               |      |
| 2021年 | 7月25日         | 成都超樂音樂節                                                                           |      |
| 2021年 | 11月2日         | 飄柔Rejoice品牌大使直播-1                                                                |      |
| 2022年 | 1月9日          | 飄柔Rejoice品牌大使直播-2                                                                |      |
| 2022年 | 7月30日         | 蘇州見面會                                                                               |      |
| 2022年 | 8月6日          | 昆明見面會                                                                               |      |
| 2023年 | 5月14日         | 酷狗直播 《2+1生日派對》                                                                 |      |
| 2024年 | 6月22日         | 蘇州 《佑樂園生日會》                                                                    |      |
| 2025年 | 3月23日         | 北京時裝週《Future Moda 中國義大利時尚之夜》時尚摯友                                     |      |
| 2025年 | 3月25日         | 映客《地球一小時音樂會》直播                                                             |      |
| 2025年 | 3月29日         | 《銀河生長》巡演上海站                                                                   |      |
| 2025年 | 4月18日 4月23日 | 《北京國際電影節》開幕式典禮 新荷NEWHER短片首映禮/榮譽典禮、寶格麗影人晚宴暨新荷綻放之夜 |      |
| 2025年 | 5月17日         | 《銀河生長》巡演廣州站-生日場                                                            |      |
| 2025年 | 7月5日          | 《銀河生長》巡演武漢站                                                                   |      |
| 2025年 | 8月10日         | 《銀河生長》巡演天津站（收官）                                                           |      |
| 2025年 | 8月23日         | 亞寵展「共我生活」一日店長（上海新國際博覽中心）                                         |      |